# Maskarada (Świat Dysku)
Maskarada (ang. Maskerade) – humorystyczna powieść fantasy Terry'ego Pratchetta, wydana w 1996 r. (wydanie polskie Prószyński i S-ka 2003, ISBN 83-7337-428-0). Jest to osiemnasta część długiego cyklu Świat Dysku, zaliczana do podcyklu o czarownicach z Lancre. Przewodnim tematem książki jest opera wraz z działającym w niej upiorem. 
Potencjalna kandydatka na czarownicę, Agnes Nitt, mająca głos o niespotykanej skali i możliwościach, zatrudnia się w operze w Ankh-Morpork jako chórzystka. Szukające następczyni Babcia Weatherwax i Niania Ogg ruszają do stolicy, by przekonać ją o zmianie decyzji. W gmachu opery zdarzają się jednak przeróżne wypadki, w które wplątany jest tajemniczy upiór. Starsze czarownice nie ominą kolejnej okazji wpłynięcia na ludzkie losy – przy okazji Babcia zostanie protektorką sztuki operowej – nad rozwiązaniem zagadki zabójstw głowić się będzie także pewien policjant, nie licząc usiłowań dwóch jeszcze głębiej zakonspirowanych funkcjonariuszy straży miejskiej. 